# Côte de Jor
Pour les articles homonymes, voir Jor.

La Côte de Jor est un site naturel français situé en Périgord noir, dans le département de la Dordogne, sur la commune de Saint-Léon-sur-Vézère.
Surplombant la vallée de la Vézère sur environ trois kilomètres, son sous-sol est composé en majorité de roches calcaires.
Ce lieu est réputé pour le panorama qu'il offre sur le village de Saint-Léon-sur Vézère-et ses environs, ainsi que pour être un lieu prisé pour la pratique du parapente et de l'aile delta.
Autrefois plantée de vignes, la Côte de Jor était reconnue comme abritant des cépages appréciés qui auraient été servis un temps à la table des Rois de France.
Aujourd'hui plus rien ne reste de ce passé agricole à part quelques terrasses et constructions sommaires actuellement noyées dans une forêt qui a depuis longtemps repris ses droits.